# 2023 in Zwitserland

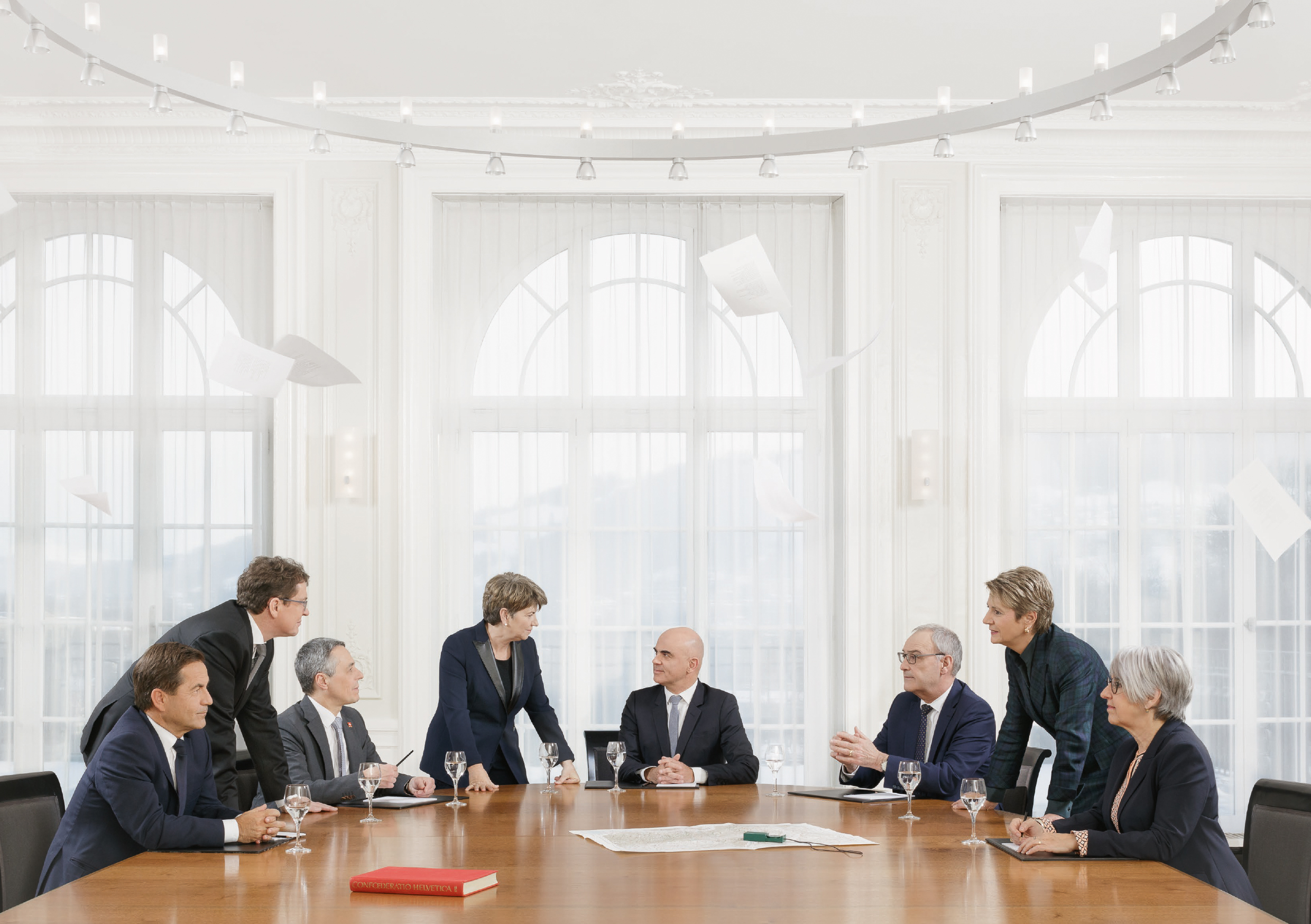
De Bondsraad in 2023.

Dit artikel beschrijft het verloop van 2023 in Zwitserland.

## Ambtsbekleders
De Bondsraad was samengesteld als volgt:
| Naam | Naam                      | Partij      | Kanton       | Functie                                                                                                |
| ---- | ------------------------- | ----------- | ------------ | --- |
|      | Alain Berset              | SP/PS       | Fribourg     | Bondspresident in 2023; hoofd van het Federaal Departement van Binnenlandse Zaken                      |
|      | Viola Amherd              | Het Centrum | Wallis       | Vicebondspresident in 2023; hoofd van het Federaal Departement van Defensie, Volksverdediging en Sport |
|      | Élisabeth Baume-Schneider | SP/PS       | Jura         | Hoofd van het Federaal Departement van Justitie en Politie                                             |
|      | Ignazio Cassis            | FDP/PLR     | Ticino       | Hoofd van het Federaal Departement van Buitenlandse Zaken                                              |
|      | Karin Keller-Sutter       | FDP/PLR     | Sankt Gallen | Hoofd van het Federaal Departement van Financiën                                                       |
|      | Guy Parmelin              | SVP/UDC     | Vaud         | Hoofd van het Federaal Departement van Economische Zaken, Vorming en Onderzoek                         |
|      | Albert Rösti              | SVP/UDC     | Bern         | Hoofd van het Federaal Departement van Milieu, Verkeer, Energie en Communicatie                        |

De Bondsvergadering werd voorgezeten door:
| Naam | Naam                    | Partij      | Kanton          | Functie                          |
| ---- | ----------------------- | ----------- | --------------- | -------------------------------- |
|      | Martin Candinas         | Het Centrum | Graubünden      | Voorzitter van de Nationale Raad |
|      | Eric Nussbaumer         | SP/PS       | Bazel-Landschap | Voorzitter van de Nationale Raad |
|      | Brigitte Häberli-Koller | Het Centrum | Thurgau         | Voorzitter van de Kantonsraad    |
|      | Eva Herzog              | SP/PS       | Bazel-Stad      | Voorzitter van de Nationale Raad |

## Gebeurtenissen

### Januari
- 1 januari: Alain Berset (SP/PS) wordt bondspresident van Zwitserland.[6]
- 1 januari: Albert Rösti (SVP/UDC) en Élisabeth Baume-Schneider (SP/PS) treden toe tot de Bondsraad, in opvolging van Ueli Maurer en Simonetta Sommaruga.
- 1 januari: Voor het eerst sinds de jaren 1910 bestaat de Bondsraad niet uit een Duitstalige maar uit een Latijnse meerderheid.[7]
- 1 januari: Zwitserland wordt voor het eerst sinds de toetreding tot de Verenigde Naties niet-permanent lid van de Veiligheidsraad van de Verenigde Naties, voor een periode van twee jaar.[8]
- 16-20 januari: In Davos (kanton Graubünden) vindt het World Economic Forum plaats.

### Maart
- 19 maart: UBS neemt het noodlijdende Credit Suisse over.[9]

### Juni
- 16 juni: In Brienz/Brinzauls (kanton Graubünden) vindt een rotslawine plaats.[10]
- 16 juni: De Zwitserse wielrenner Gino Mäder overlijdt na een val in de Ronde van Zwitserland.[11]

### Oktober
- 22 oktober: De federale parlementsverkiezingen vinden plaats.

### December
- 13 december: Beat Jans wordt verkozen tot lid van de Bondsraad.

## Overleden

### Januari
- 16 januari: Mousse Boulanger, schrijfster, actrice en comédienne (geb. 1926)

### Februari
- 23 februari: François Couchepin, bondskanselier (geb. 1935)

### April
- 7 april: Elisabeth Kopp, eerste vrouwelijke lid van de Bondsraad (geb. 1936)
- 26 april: Maja Hug, kunstschaatsster, olympisch deelneemster (geb. 1928)

### Mei
- 1 mei: Arthur Schmid, jurist en politicus (geb. 1928)

### Juni
- 16 juni: Gino Mäder, wielrenner (geb. 1997)
- 27 juni: Pascal Mercier (pseudoniem van Peter Bieri), filosoof en schrijver (geb. 1944)

### Oktober
- 9 oktober: Simone Chapuis-Bischof, onderwijzeres, redactrice en feministe (geb. 1931)

### December
- 3 december: Léonard Gianadda, ingenieur (geb. 1935)
- 28 december: Dick Marty, magistraat en politicus (geb. 1945)[12][13]

1848
· 1849
· 1850
· 1851
· 1852
· 1853
· 1854
· 1855
· 1856
· 1857
· 1858
· 1859
· 1860
· 1861
· 1862
· 1863
· 1864
· 1865
· 1866
· 1867
· 1868
· 1869
· 1870
· 1871
· 1872
· 1873
· 1874
· 1875
· 1876
· 1877
· 1878
· 1879
· 1880
· 1881
· 1882
· 1883
· 1884
· 1885
· 1886
· 1887
· 1888
· 1889
· 1890
· 1891
· 1892
· 1893
· 1894
· 1895
· 1896
· 1897
· 1898
· 1899
· 1900
· 1901
· 1902
· 1903
· 1904
· 1905
· 1906
· 1907
· 1908
· 1909
· 1910
· 1911
· 1912
· 1913
· 1914
· 1915
· 1916
· 1917
· 1918
· 1919
· 1920
· 1921
· 1922
· 1923
· 1924
· 1925
· 1926
· 1927
· 1928
· 1929
· 1930
· 1931
· 1932
· 1933
· 1934
· 1935
· 1936
· 1937
· 1938
· 1939
· 1940
· 1941
· 1942
· 1943
· 1944
· 1945
· 1946
· 1947
· 1948
· 1949
· 1950
· 1951
· 1952
· 1953
· 1954
· 1955
· 1956
· 1957
· 1958
· 1959
· 1960
· 1961
· 1962
· 1963
· 1964
· 1965
· 1966
· 1967
· 1968
· 1969
· 1970
· 1971
· 1972
· 1973
· 1974
· 1975
· 1976
· 1977
· 1978
· 1979
· 1980
· 1981
· 1982
· 1983
· 1984
· 1985
· 1986
· 1987
· 1988
· 1989
· 1990
· 1991
· 1992
· 1993
· 1994
· 1995
· 1996
· 1997
· 1998
· 1999
· 2000
· 2001
· 2002
· 2003
· 2004
· 2005
· 2006
· 2007
· 2008
· 2009
· 2010
· 2011
· 2012
· 2013
· 2014
· 2015
· 2016
· 2017
· 2018
· 2019
· 2020
· 2021
· 2022
· 2023